# Aimone da Faversham
Aimone da Faversham (Faversham, ... – Anagni, 1244) fu un francescano inglese.

## Biografia
Fu dapprima prete secolare e maestro a Parigi, dove entrò nell'Ordine nel 1225; insegnò in diverse scuole, e nel 1233 fu legato pontificio nell'incontro con l'imperatore di Nicea, Giovanni Vatatze. Fu quindi uno dei promotori della resistenza dei frati a Elia da Cortona, Ministro generale dell'Ordine francescano, che Aimone accusò davanti a papa Gregorio IX. Dopo averlo deposto, divenne provinciale d'Inghilterra nel 1239 mentre alla carica di ministro generale fu innalzato Alberto da Pisa. Morto quest'ultimo nel 1240, Aimone gli successe quello stesso anno come ministro generale: come tale, pubblicò l'Expositio regulae dei maestri di Parigi e compilò il breviario dei minori.